# Holzhausen (Opper-Oostenrijk)
Holzhausen is een gemeente in de Oostenrijkse deelstaat Opper-Oostenrijk, gelegen in het district Wels-Land. De gemeente heeft ongeveer 600 inwoners.

## Geografie
Holzhausen heeft een oppervlakte van 8 km². De gemeente ligt in het centrum van de deelstaat Opper-Oostenrijk, vlak bij de stad Wels.
Aichkirchen · Bachmanning · Bad Wimsbach-Neydharting · Buchkirchen · Eberstalzell · Edt bei Lambach · Fischlham · Gunskirchen · Holzhausen · Krenglbach · Lambach · Marchtrenk · Neukirchen bei Lambach · Offenhausen · Pennewang · Pichl bei Wels · Sattledt · Schleißheim · Sipbachzell · Stadl-Paura · Steinerkirchen an der Traun · Steinhaus · Thalheim bei Wels · Weißkirchen an der Traun